# Cobososia fulvicolor
Cobososia fulvicolor is een keversoort uit de familie schijnsnoerhalskevers (Aderidae). De wetenschappelijke naam van de soort werd in 1942 gepubliceerd door Manuel Martínez de la Escalera.